# 연용형
연용형(連用形 렌요케이[*])이란 일본어의 용언의 활용형의 하나이다.

## 정의
연용은 ‘용언에 이어지다’(用言に連なる)라는 뜻이며, 용언(동사, 형용사, 형용동사) 앞에 나타나는 어형을 기본으로 만들어졌다. 이 이름은 토조 기몬의 《和語說略圖》[일본어 설약도](1833)에서 연용언으로서 세운 이래이다.
다른 용언의 앞에서 4단 활용은 イ단음이 되고, 1단동사 · 2단동사는 イ단음 혹은 エ단음이 된다. 또 형용사는 ‘く’의 형태가 되며, 형용동사는 ‘に’의 형태를 취한다. 이렇게 정의를 정하면 조사나 조동사의 분류에도 사용되고, 연용형에 접속하는 조사 · 조동사로서 ‘て’ ‘つつ’ ‘ながら’ ‘き’ ‘けり’ ‘つ’ ‘ぬ’ ‘たり’…등이 있었다. 또 여기서부터 반대로, 이 조사 · 조동사의 앞에서 나타나는 어형도 연용형에 포함되머, 형용사는 ‘かり’, 형용동사는 ‘なり’가 나타나며, 동사에서는 음편형이 여기에 해당된다.
| 문어     | 문어         | 문어     | 문어                    | 문어        | 구어         | 구어   | 구어                         | 구어        | 구어 |
| 품사     | 활용의 종류  | 예시     | 어형                    | 어형        | 활용의 종류  | 예시어 | 어형                         | 어형        |      |
| 동사     | 4단활용      | 書く     | かき                    | -i          | 5단활용      | 書く   | かき かい                    | -i っ/ん/い |      |
| 동사     | ラ행변격활용 | あり     | あり                    | -i          | 5단활용      | 書く   | かき かい                    | -i っ/ん/い |      |
| 동사     | ナ행변격활용 | 死ぬ     | しに                    | -i          | 5단활용      | 書く   | かき かい                    | -i っ/ん/い |      |
| 동사     | 하1단활용    | 蹴る     | け                      | -e          | 5단활용      | 書く   | かき かい                    | -i っ/ん/い |      |
| 동사     | 하2단활용    | 受く     | うけ                    | -e          | 하1단활용    | 受ける | うけ                         | -e          |      |
| 동사     | 상1단활용    | 着る     | き                      | -i          | 상1단활용    | 起きる | おき                         | -i          |      |
| 동사     | 상2단활용    | 起く     | おき                    | -i          | 상1단활용    | 起きる | おき                         | -i          |      |
| 동사     | カ행변격활용 | 来       | き                      | -i          | カ행변격활용 | 來     | き                           | -i          |      |
| 동사     | サ행변격활용 | す       | し                      | -i          | サ행변격활용 | す     | し                           | -i          |      |
| 형용사   | ク활용       | なし     | なく なかり             | く かり     |              | ない   | なく なかっ                  | く かっ     |      |
| 형용사   | シク활용     | 美し     | うつくしく うつくしかり | しく しかり |              | ない   | なく なかっ                  | く かっ     |      |
| 형용동사 | ナリ활용     | 靜かなり | しずかに しずかなり     | に なり     |              | 靜かだ | しずかに しずかだっ しずかで | に だっ で  |      |
| 형용동사 | タリ활용     | 堂々たり | どうどうと どうどうたり | と たり     |              | 靜かだ | しずかに しずかだっ しずかで | に だっ で  |      |

## 문제점
‘연용’이라는 용언에 늘어서는 줄은 확실히 같지만, 형용사 · 형용동사가 수식어의 기능을 하고 주요부가 뒤의 용언에 있는 것에 대해서, 동사는 복합동사 등의 전항요소로 주요부가 앞의 동사에 있고, 문법적 기능은 다르다.
동사의 연용형은 그 자체로 명사도 된다(‘つなぎ’ ‘賭け’ ‘救い’ 등). 연용형으로의 기능도 이 명사화 기능이 기반이 되고 있다고 간주된다. 반면, 형용사의 연용형은 일반적으로는 명사가 되지 않는다(단, ‘近く’ ‘奧深く’ ‘朝早く’ 등, 시간・공간적인 정도를 가리키는 형용사는 명사화가 가능).

## 언어학에서 본 연용형
어형변화하는 단어에 있어서 변화하지 않는 부분은 어간이라고 불리고, 거기에 부속하는 것에서 문법적 기능을 담당하고, 어형에 변화를 주는 것을 어미라고 부른다. 형태론에서보다 일본어의  어형을 음소 레벨까지 분해하고 새각하면 동사는 자음어간동사와 모음어간동사로 나뉜다. 자음 어간동사는 4단활용 · ラ변동사 · ナ변동사를 말하고, 로마자를 분석하면 변화하지 않는 어간부분은 자음으로 끝나고 있다. 한편, 모음어간동사는 1단동사 · 2단동사이다. 다만, 현대구어에 있어서는 모음교체를 일으키는 어간은 일정하지만, 문어에 있어서는 어간모음은 모음교체를 일으키고 2가지 어형을 가지고 있다. 또한 이른바 サ변동사 · カ변동사는 불규칙적인 변화를 하는 불규칙 동사이다.
이렇게 보면, 연용형에 나타나는 -i-나 -u-의 음은,자음어간이 자음으로 시작하는 어미나 용언에 결합할 때에 자음의 연속을  피하기 위해 연결로 삽입 된 것에 유래하고있다. 예를 들면, ‘食べます’→먹습니다는 tabe-mas-u처럼 직접 어간에 붙지만, ‘書きます’→적습니다는 kak-i-mas-u처럼 i가 생긴다. 또 4단동사의 ウ음편 · 촉음편 · 발음편은 연결 -i가 삽입되지 않는 것에 의해 생긴다. 예를 들어, ‘立って’는 tat-te이다.
또 형용사 · 형용동사는 문어에서 カリ활용이나 ナリ활용라고 하는 활용을 가지지만, 이것은 어간과 어미와의 사이에 -ar-(あり)이 들어가는 것을 말한다. ‘あり’는 단체에서는 존재를 가리키는 말이지만, 어미로서  사용되면, 지정 · 조정의 문법기능을 하고 있다. 때문에 그 활용은 자음어간동사 ‘あり’와 같고, ‘～かり～’나 ‘～かった’가  된다.

## 같이 보기
- 활용#일본어의 활용